# 71e groupe de reconnaissance de division d'infanterie
Le 71e groupe de reconnaissance de division d'infanterie (71e GRDI) est une unité militaire de l'Armée de terre française de la Seconde Guerre mondiale.
Mobilisé à Saintes (Charente-Maritime) en septembre 1939, il est l'un des six GRDI issu du 2e régiment de hussards (2e RH).
Il a été mobilisé en deux échelons A et C :
L’échelon A, en provenance du 2e Hussards comprenant uniquement du personnel d’active :
1 escadron à cheval (moins un peloton) – 2e escadron du 2e Hussards
1 groupe de mitrailleuse hippo
1 pièce de canon de 25 hippo
1 peloton motocycliste
1 groupe de mitrailleuses sur camionnettes
L’échelon C, mis sur pied par le C.M.C. 18, se composait de réservistes de très jeunes classes ayant pour la plupart accompli leur service actif au 2e Hussards :
A Tarbes : Etat-major du G.R
Le 4e peloton de l’escadron à cheval
La 2e pièce de canon de 25 hippo
A Saintes :
L’escadron motocycliste : Capitaine Chales
L’escadron de mitrailleuses et de canons anti-chars (escadron porté)
L’escadron hors rang
L’échelon C se composait de réservistes de très jeunes classes ayant pour la plupart accompli leur service actif au 2e Hussards.
Affecté à la 1re division d'infanterie coloniale (1re DIC), il participe notamment à la défense de la tête de pont de Montmédy en mai 1940.

## ordre de bataille

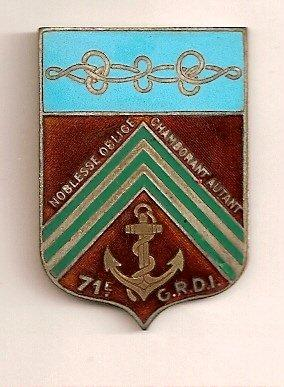
insigne 71e GRDI (Salle d'honneur 2e Hussards)

- insigne 71e GRDI (Salle d'honneur 2e Hussards)Commandant : Chef d’Escadrons Massacrier (2e Hussards Active)[1]
- Adjoint : Capitaine Muller (réserve)[1]
- Officer de renseignement : lieutenant Bosc (réserve) Officier de transmissions : lieutenant Carles (réserve)
- Escadron Hors Rang : capitaine Lux[1]
- Escadron Hippomobile (1e escadron) : capitaine de Bellabre[1], lieutenant (réserve) Douat J., sous-lieutenant (réserve) Meriadec, sous-lieutenant Douat P., adjudant-chef Peres, groupe de mitrailleuse, sous-lieutenant (réserve) Astruc.
- Escadron Motorisé (2e escadron) : capitaine Chasles (réserve)[1], lieutenant Lataste (réserve), lieutenant Richard, sous-lieutenant (réserve) Gottesman, sous-lieutenant Cornuau.
- Escadron de mitrailleuses et de Canons de 25 antichar (3e escadron) : Capitaine Costa de Beauregard (réserve)[1], lieutenant Rousseau, sous-lieutenant Paraillons, adjudant-chef Busquere